# 고다마역
고다마역(일본어: 児玉駅, こだまえき)은 일본 사이타마현 혼조시에 있는 동일본 여객철도(JR동일본) 하치코 선의 역이다.

## 타는 곳
| 1 | ■하치코 선 | 다카사키 방면                     |
| 2 | ■하치코 선 | 요리이・오가와마치・고마카와 방면 |

## 인접역
동일본 여객철도
■하치코 선
마쓰히사 - 고다마 - 단쇼